# Letališče Slovenske Konjice
Letališče Slovenske Konjice (tudi Loče) štiričrkovna kratica ICAOː LJSK,
 je športno javno letališče, ki se nahaja pri Slovenskih Konjicah v Dravinjski dolini v bližini Žič in Loč. Ima 769 metrov dolgo in 18 metrov široko asfaltno stezo, operativna frekvenca letališča je 123.555 MHz, letališče leži na višini 274 m.n.m.. Za uporabo letališča je obvezna vnajprešnja 24-urna najava leta. Na letališču deluje Slovenska aeronavtična akademija. 

## Karakteristike
Letališče z eno vzletno-pristajalno stezo je namenjeno športnim in turističnim letalom (do skupne teže 5000 kg). Letala iz tujine (razen tista iz schengenskih držav) morajo najprej pristati na enem od treh mednarodnih letališč v državi in po carinjenju, z najavo in dovoljenjem lahko pristanejo na letališču Slovenske Konjice.

## Infrastruktura
Na letališču je urejen asfaltni dovoz do hangarja, zgrajen je velik večnamenski objekt, namenjen pouku in drugim letalskim aktivnostim, urejena je pisarna, sanitarije, oskrba z letalskim gorivom. Leta 2017 je bila asfaltirana vzletno-pristajalna steza.

## Zgodovina
Prvi pristanek na območju današnjega letališča je že leta 1952 z letalom Polikarpov Po-2 opravil Vinko Štefanič, najstarejši pilot s konjiškega, ki se je za pilota izšolal leta 1946. Trasa vzletno-pristajalne steze se nahaja na nekdanjem velikem polju na vzhodni strani opuščene železniške proge, le da je bil nekoč ta predel neurejen, zamočvirjen in porasel z grmovjem. Del zemljišča je aeroklub dobil v najem od Kmetijske zadruge Slovenske Konjice, del pa je odkupil od okoliških kmetovalcev. Izvedena so bila tudi obsežna zemeljska dela, izravnava zemljišča, odvodnjavanje in utrjevanje terena. Leta 1985 je na letališču aeroklub dal postaviti prvi hangar, ki so ga pridobili ob zamenjavi hangarja na celjskem letališču. 
Na vodnike bližnjega visokonapetostnega električnega daljnovoda so bile nameščene označevalne krogle.
Vzletno-pristajalna steza je leta 2017 dobila svojo sedanjo podobo in razsežnost.

### Javne prireditve
- tradicionalni vsakoletni letalski miting je organiziran od leta 1983 dalje, po navadi prvi konec tedna v avgustu (miting je zaradi vojne za Slovenijo bil odpovedan le leta 1992, v letih 2020, 2021 ter 2022 pa zaradi epidemije koronavirusa).

Med večjimi javnimi prireditvami, ki jih je organiziral aeroklub Slovenske Konjice, velja izpostaviti:
- prvo razglasitev najboljših športnikov – letalcev v samostojni Sloveniji, dne 23. 1. 1993, v Zrečah, pod okriljem Letalske zveze Slovenije, spremljala jo je razstava slovenskih letalskih proizvajalcev in tiskovna konferenca;
- prvo srečanje Združenja lastnikov letal in pilotov Slovenije (AOPA – Aircraft Owners and Pilots Association) leta 1995;
- vsakoletno državno prvenstvo motornih pilotov, leta 1999 pa je bil izveden mednarodni aerorally Alpe Adria;
- prvi zbor vojaških pilotov Slovenije leta 2004, ki je postal tradicionalen vsakoletni dogodek.

| Tip                        | reg. št. |
| -------------------------- | -------- |
| Piper PA-28-161 Warrior II | G-MSFT   |
| Piper PA-34 Seneca         | S5-DXB   |

| Tip                         | reg. št. |
| --------------------------- | -------- |
| Piper PA-38 Tomahawk        | S5-DDZ   |
| Maule MX-7-180B Star Rocket | S5-DDK   |